# Wawu cornuta
Wawu cornuta är en tvåvingeart som beskrevs av Friedrich Georg Hendel 1913. Wawu cornuta ingår i släktet Wawu och familjen lövflugor.
Artens utbredningsområde är Taiwan. Inga underarter finns listade i Catalogue of Life.